# J-Stars Victory VS
A J-Stars Victory VS (ジェイスターズ ビクトリーバーサス; Hepburn: Jei Sutāzu Bikutorī Bāsasu) verekedős videójáték, amely számos Súkan Sónen Jump-mangasorozat világát egyesíti, köztük olyanokét is, melyek már befejeződtek vagy másik magazinhoz kerültek át. A játékot 2014. március 19-én jelentette meg a Bandai Namco Games PlayStation 3 és PlayStation Vita konzolokra. A nyugati területeken J-Stars Victory VS+ címmel fog megjelenni PlayStation 3, PlayStation 4 és PlayStation Vita platformokon, és a nemzetközi kiadásban egy új játéktermi mód is szerepelni fog.

## Történet
A játékot először 2012 decemberében jelentették be Project Versus J címen a Súkan Sónen Jump 2013-as év második lapszámában. A projektet a Jump 45. évfordulójának megünnepléseként készítették, és a „végső” Jump-játékként harangozták be. A J-Stars Victory VS-ban számos szereplő és helyszín megtalálható különböző Jump-mangákból, már befejeződött és még futókból is, olyan régebbi címektől kezdve, mint a Dragon Ball, a Yu Yu Hakusho vagy a Kocsira Kacusika-ku Kameari kóen-mae hasucudzso, az olyan rég óta futó sorozatokon át, mint a Naruto, a Bleach, a One Piece vagy a JoJo no kimjó na bóken, az olyan újabb sorozatokig, mint a Medaka Box, az Anszacu kjósicu vagy a Beelzebub.
Az első három szereplő akit bemutattak és a játék promóciójához használták Son Goku, Monkey D. Luffy és Toriko volt. Szintén december azt is bejelentették, hogy a rajongók megszavazhatják a J-Stars Victory VS néhány szereplőjét. Számos további szereplőt jelentettek be a következő hónapokban a Súkan Sónen Jump és a V Jump magazinokon keresztül, valamint a szereplő átalakulásokat is, melyek különleges mozdulatokként érhetőek el. A játék kalandmódja további nem játszható szereplőket is felvonultat különböző sorozatokból.
A játék korlátozott példányszámú „Anison”-kiadása tartalmazza a játszható szereplők televíziós sorozatainak témadalait, így többek között a Cha-La Head-Cha-Lát vagy a We Are!-t, a harcok alatt lejátszható zenékként. A játék saját témazenéje a Fighting Stars, melyet Kagejama Hironobu, Kitadani Hirosi és Kusida Akira ad elő.

## Cselekmény
A játék történeti módja, a J-Adventure a Jump Világban játszódik, amely a különböző szereplők univerzumának egybeolvasztása. A történet kezdetén a szereplők mind a J Battle Festivalra, egy 45 évenként megrendezésre kerülő bajnokságra készülődnek, hogy kiderüljön ki a legerősebb. A történetszál négy különböző fejezetre van felbontva, melyek mindegyike egy a Jump világot felfedező szereplő körül forog, miközben csapatot építenek a versenyre és a személyes céljaik elérésére törekednek. A mozgás fejezet Luffyt, Ace-t és Seiyát; a remény fejezet Narutót, Júszukét és Gont; a kutatás fejezet Torikót, Zebrát és Gokut; míg az üldözés fejezet Icsigót, Ogát és Hieit emeli ki.

## Játékmenet
A J-Stars Victory VS-ban legfeljebb négy fő mérkőzhet meg egymással a Dragon Ball: Zenkai Battle Royale című játékhoz hasonló játékmeneti és grafikai stílusban. A harcosok bármely irányba mozoghatnak és támadhatnak a háromdimenziós harcmezőkön.
A legyőzött szereplők egy megadatott idő letelte után visszatérnek. A csata megnyeréséhez a képernyő tetején lévő WIN-mérő mind a három szakaszának meg kell telítődnie; a mérő egy ellenfél legyőzésével egy egységnyit ugrik tovább. A harcosok sima, erősebb és területalapú támadásokat, illetve és befejező mozdulatokat használhatnak. A sima támadások a csata alapjai, és az összes kombó velük kezdődik. Az erősebb támadások kivitelezése alatt védtelenné válik a használója, azonban jelentős sebzése van ha betalál, erejük feltölthető. A területalapú támadások lehetőséget ad az ellenfelek sebzésére egy széles területen.
A játszható játékmódok között szerepel a J-Adventure, egy egyjátékos történetmód, amely négy hadjáratra van felbontva, melyekben a játékos felfedezheti a világtérképet, megküzdhet számos ellenféllel és kártyákat gyűjthet a szereplői megerősítése érdekében. A további játékmódok közé tartozik a Victory Road, egy egyjátékos csatamód, melyben a játékosnak bizonyos előremeghatározott feladatot kell teljesítenie a küzdelmek során; illetve a szabad csatamód, melyben legfeljebb két játékos mérkőzhet meg helyi offline játék, illetve legfeljebb négy játékos online többjátékos játék során.

### Szereplők
A játékban 52 szereplő van 32 különböző Jump sorozatból. Ezen szereplők közül 39 játszható, míg 13 segítség nyújtás céljából megidézhető a játékosok által.

#### Játszható szereplők
| Anszacu kjósicu - Koroszensei (Szeki Tomokazu) Beelzebub - Oga Tacumi (Konisi Kacujuki) Baby Beellel (Szavasiro Mijuki) párban Bleach - Kuroszaki Icsigo (Morita Maszakazu) - Aizen Szószuke (Hajami Só) Bobobo-bo Bo-bobo - Bobobo-bo Bo-bobo (Kojaszu Takehito) Don Patchcsel (Onoszaka Maszaja) párban Csinjúki: Taró to jukai na nakama-tacsi - Jamada Taro (Kumai Motoko) Dr. Slump - Norimaki Arale (Kojama Mami) Gatchannal párban Dragon Ball - Son Goku (Nozava Maszako) - Vegeta (Horikava Rjó) - Frieza (Nakao Rjúszei) Dzsigoku szenszei Núbee - Nueno Meiszuke (Núbee) (Okiaju Rjótaró) Hokuto no ken - Kensiró (Konisi Kacujuki) - Raó (Genda Tessó) Gintama - Szakata Gintoki (Szugita Tomokazu) Hunter × Hunter - Gon Freecss (Han Megumi) - Killua Zoldyck (Isze Marija) JoJo no kimjó na bóken - Jonathan Joestar (Okicu Kazujuki) - Joseph Joestar (Szugita Tomokazu) Kocsira Kacusika-ku Kameari kóen-mae hasucudzso - Rjócu Kankicsi (LaSalle Isii) | Medaka Box - Kurokami Medaka (Tojoszaki Aki) Naruto - Uzumaki Naruto (Takeucsi Dzsunko) - Ucsiha Szaszuke (Szugijama Noriaki) - Ucsiha Madara (Ucsida Naoja) One Piece - Monkey D. Luffy (Tanaka Majumi) - Portgas D. Ace (Furukava Tosio) - Boa Hancock (Micuisi Kotono) - Akainu (Tacsiki Fumihiko) Katekjó Hitman Reborn! - Szavada Cuna (Kokubun Jukari) Rebornnal (Neeko) párban Ruróni Kensin - Himura Kensin (Szuzukaze Majo) - Sisio Makoto (Ikeda Maszanori) Szaiki Kuszó no Psi nan - Szaiki Kuszó (Aszanuma Sintaró) Saint Seiya - Pegasus no Seiya (Morita Maszakazu) Szakigake!! Otokodzsuku - Curugi Momotaró (Hori Hidejuki) Tottemo! Luckyman - Luckyman (Tanaka Majumi) Toriko - Toriko (Okiaju Rjótaró) - Zebra (Macuda Kendzsi) Yu Yu Hakusho - Uramesi Júszuke (Szaszaki Nozomu) - Hiei (Hijama Nobujuki) - Ifjabb Toguro (Genda Tessó) |

#### Támogató szereplők
| Bleach - Kucsiki Rukia (Orikasza Fumiko) D.Gray-man - Allen Walker (Kobajasi Szanae) Gintama - Kagura és Szadaharu (Kugimija Rie és Takahasi Mikako) Haikjú!! - Hinata Sójó (Murasze Ajumu) Hunter × Hunter - Hiszoka (Namikava Daiszuke) Kuroko no Basket - Kuroko Tecuja (Ono Kensó) Medaka Box - Kumagava Miszogi (Ogata Megumi) | Madzsin tantei Nógami Neuro - Nógami Neuro (Kojaszu Takehito) Niszekoi - Kiriszaki Csitoge (Tojama Nao) Pjú to fuku! Jaguar - Jaguar Dzsunicsi (Fudzsivara Keidzsi) Szakigake!! Otokodzsuku - Edadzsima Heihacsi (Isizuka Unsó) Sket Dance - Bossun, Himeko és Switch (Josino Hirojuki, Siraisi Rjóko és Szugita Tomokazu) To Love-Ru - Lala Satalin Deviluke (Tomacu Haruka) |

## Fogadtatás
A játék 32/40-es pontszámmal díjazta a Famicú. Megjelenésének hetében a PS3-verzióból 118 240, míg a Vita-verzióból 97 821 példány kelt el Japánban. A Media Create japán értékesítési elemző jelentései szerint a játék PS3-változatának a szállítmányának 86,55%-át, míg a Vita-változatának a 89,25%-át tudta értékesíteni. A Media Create szerint a multiplatform megjelenés ellenére szépen teljesített a Vita-változat.

## Fordítás
- Ez a szócikk részben vagy egészben  a   J-Stars Victory VS című angol Wikipédia-szócikk ezen változatának fordításán alapul.  Az eredeti cikk szerkesztőit annak laptörténete sorolja fel. Ez a jelzés csupán a megfogalmazás eredetét és a szerzői jogokat jelzi, nem szolgál a cikkben szereplő információk forrásmegjelöléseként.